# Daniel von Morley
Daniel von Morley, englisch Daniel of Morlay, latinisiert Morilegus oder Daniel Morlanensis, (* um 1140 in Norfolk; † um 1210) war ein englischer Naturphilosoph.
Auch Daniel von Merlai, Merlac, Marlach geschrieben.

## Biografie
Das meiste, was über ihn bekannt ist, stammt aus seinen eigenen Werken. Daniel of Morley stammte wahrscheinlich aus Morley in Norfolk. Er studierte in Oxford und Paris, wobei er sich vor allem für Mathematik und Astronomie interessierte. Da er mit den vorhandenen Schriften dazu unzufrieden war, ging er um 1160 nach Toledo an die dortige damals berühmte Gelehrtenschule (Übersetzerschule von Toledo), wobei er unter anderem Gerhard von Cremona traf, über den er auch biographische Informationen hinterließ. Schließlich kehrte er um 1187 mit Manuskripten, die in Kastilien aus dem Arabischen übersetzt wurden, beladen nach England zurück (er selbst konnte allerdings kein Arabisch). Dort fand er den Grad der Gelehrsamkeit gering außer – wie er gehört hatte – in Northampton und fand in John of Oxford, Bischof von Norwich, einen Patron, dem er auch sein Hauptwerk Philosophia widmete.
Von ihm stammt eine De Philosophia, auch bekannt als: Liber de Naturis inferiorum et superiorum, verfasst nach seiner Rückkehr nach England (also nach 1187). Es ist unter anderem als Codex Arundel 377 des British Museum erhalten. Darin finden sich auch biographische Informationen zu ihm. Er war wahrscheinlich einer der Ersten, der die Naturphilosophie von Aristoteles in England bekannt machte. Neben Aristoteles ist er von Wilhelm von Conches beeinflusst und von hermetischer Philosophie und deren Verbindung von Mikro- und Makrokosmos. So sieht er die Alchemie als Teil der Astronomie.
Vorläufer von Morley im Studium arabischer Schriften in England waren Petrus Alfonsi, Robert von Ketton, Adelard von Bath, Robert von Chester und Walcher of Malvern.

## Schriften
- Gregor Maurach (Hrsg.): Daniel von Morley, „Philosophia“. In: Mittellateinisches Jahrbuch. Band 14, 1979, S. 204–255.
- Liber de naturis inferiorum et superiorum. Codex Arundel 377, Sudhoffs Archiv, Band 8, 1917/18,  S. 6–40 (Hrsg. Karl Sudhoff)